# Konrád-ház
A Konrád-ház a 8–11. században uralkodó frankföldi dinasztia volt, mely nevét Idősebb Konrádról és fiáról, I. Konrád német királyról kapta.
A család először 832-ben tűnik fel Gebhard laahngaui gróffal, az alsó Lahn régióban. Fiai 861-ben Adalard sénéchal propinqui-jaiként (közeli rokonaiként) tűnnek fel, aki I. Jámbor Lajost szolgálta. Ám a család felemelkedése Odával, Karintiai Arnulf feleségével kezdődött. Így Idősebb Konrád, Odán keresztül nepos-ként (vagyis unokaöccsként, unokaként, leszármazottként) tűnt fel a császár mellett. Végső soron ő és fivérei Arnulf legközelebbi rokonai voltak, ezért erősen bízott a császári segítségben a Babenberg grófjaival kirobbant családi viszály ügyén. Arnulf megjutalmazta őket, amiért segítettek területeket szerezni, eredeti birodalmán kívül Hessenben, Türingiában és a frank területeken egészen a Majnáig.
Arnulf halála utána Konrádok voltak az egyedüli vérrokonai az új királynak, IV. Gyermek Lajosnak, ami a leghatalmasabb családdá tette őket a birodalomban. Konrád fivére, Gebhard 903-ban Lotaringia grófja lett. 906-ban Idősebb Konrád és fia, Ifjabb Konrád, végleg legyőzték a Babenberg grófokat a Fritzlari csatában, ezzel megszerezve Frankföldet is. Idősebb Konrád meghalt a csatában, de a fia Frankföld hercege lett.
Öt évvel később, az utolsó keleti-frank Karoling 911-es halála után, Konrádot I. Konrád néven királlyá választották, a Nyugat-Frankföldön uralkodó Karoling király, III. Együgyű Károly, helyett. Ez jelentette a Karoling-dinasztia kihalását Kelet-Frankföldön.
I. Konrádnak nem született gyermeke. Hibái miatt a sváb, bajor és lotharingiai hercegek rákényszerítették Konrádot, hogy mondassa le fivérét, Eberhardot, a korona iránt támasztott követeléseiről, miután ő 918 decemberében meghalt és beszélje rá a frank nemeseket, hogy válasszák meg a nagyhatalmú szász herceget, Madarász Henriket, hogy egyben tarthassák a birodalmat. Ebelard eleget tett fivére kérésének és 919-ben meg is választották Henriket német királynak Fritzlarban.
Ezzel a Konrádok visszasüllyedtek egyszerű tartományi hercegekké. Ebelard, az új frankföldi herceg lojálisnak mutatkozott az új, szász király iránt és amíg uralma alatt tartotta a lázongó Lotaringiai Hercegséget. Amikor Henrik fia, Nagy Ottó király és császár lett, Ebelard szövetkezett Bajor Arnulffal és Thankmarral, Henrik első házasságából származó fiával és lázadást robbantott ki, amely 939-ben ért véget a Andernachi csatával, ahol a lázadókat legyőzték. Ebelard meghalt a csatában és a család elvesztette a Frankföldi Hercegséget is.
982-ben a család egy időre megszerezte a sváb hercegi címet, amit már 926-ban megörököltek, de 1012-ben ezt is elveszítették. 1036-ban az utolsó Konrád-házi gróf halálával kihalt a család férfi ága.